# Beau Brummell
Beau Brummell, właśc. George Bryan Brummell (ur. 7 czerwca 1778 w Londynie, zm. 30 marca 1840 w Caen) – arbiter męskiej elegancji w Wielkiej Brytanii oraz bliski przyjaciel księcia-regenta, przyszłego króla Jerzego IV. Wprowadził do mody męskiej skromniejszy ubiór, dopasowany i skrojony do ciała, były to m.in. ciemne garnitury ze spodniami o pełnej długości, przyozdobione wiązanym ascotem, fularem lub apaszką, wiązane prawie jak krawat (fr. cravate).
Beau Brummellowi przypisuje się wprowadzenie do klasycznej mody męskiej współczesnego garnituru noszonego z wiązanym krawatem. Historia głosi, że potrzebował codziennie pięciu godzin na przebranie się. Ponoć polecał polerowanie obuwia szampanem. Jego styl ubioru odwołuje się do idei dandyzmu.

## Życiorys

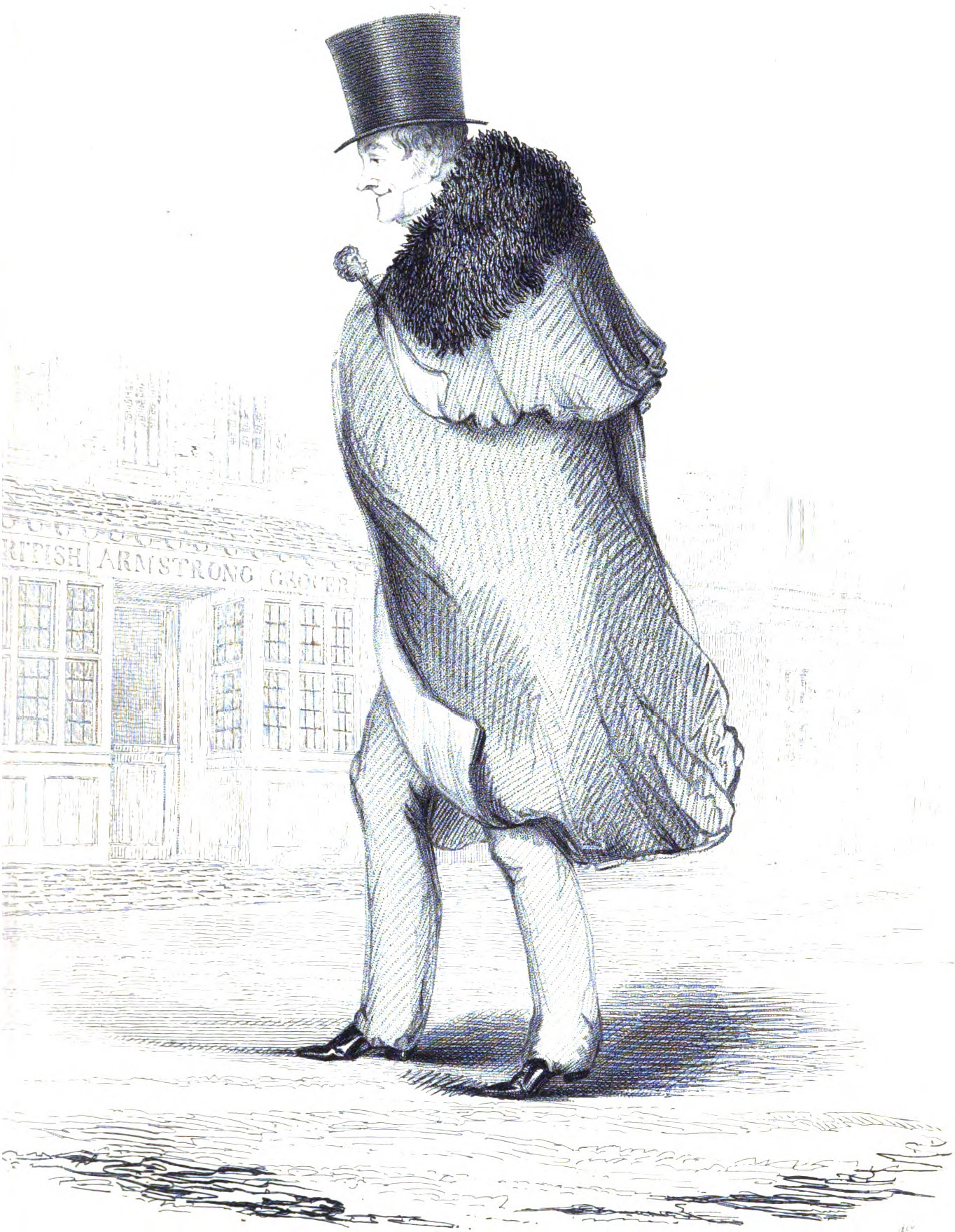
Portret z 1844 biografii Brummella autorstwa Williama Jesse.

Beau Brummell urodził się w Londynie. Był synem Williama Brummella z Donnington (Berkshire). Miał jasną cerę, a także wystający nos, złamany po kopnięciu przez konia, tuż zaraz po tym, gdy dostał się do 10 Pułku Dragonów.... Edukację otrzymał w Eton College i Oriel College, następnie przystąpił do 10 Pułku Dragonów (ang. Tenth Light Dragoons). W tym czasie przyciągnął uwagę Jerzego, księcia Walii. W 1794 roku umarł jego ojciec, który pozostawił spadek w wysokości ok. 30 000 funtów. W 1796 roku, pod wpływem decyzji monarchy, Brummell awansował na stopień kapitana. Kiedy jego pułk został wysłany z Londynu do Manchesteru, szybko zrezygnował z pełnienia obowiązków ze względu na powszechnie panującą tam biedę i złą reputację miasta, a także z powodu braku kultury i savoir-vivre'u w środowisku generalskim.
Brummell sprowadził się na Chesterfield Street w Mayfair, wówczas unikał ekstrawagancji. Dołączył do otoczenia księcia Jerzego, gdzie wywarł wrażenie swoją elegancją, rozumieniem znaczenia stroju i błyskotliwymi uwagami. Jego szczególne przywiązanie do higieny (codzienne mycie zębów, golenie się, kąpiele) początkowo dziwiły, lecz z czasem stały się normą w kręgach.
Gdy w 1795 roku William Pitt Młodszy nałożył podatki na pudry do włosów i peruk w celu zasilenia kasy państwa uwikłanego w wojnę z rewolucyjną Francją, Beau Brummell zrzekł się noszenia peruki i obciął włosy na styl antycznych Rzymian.
W połowie lat dziewięćdziesiątych XVIII w. stał się prawdopodobnie pierwszym celebrytą, będąc znanym z tego, że jest znany, ministrem mody i smaku, narzucając dyktat mody.
Zapytany, ile kosztuje utrzymanie garderoby przeciętnego mężczyzny, odpowiadał: Przy rygorystycznej ekonomii wydatków mieści się w granicach 800 funtów na rok. Przy tak swobodnym podejściu do wydatków szybko to odbiło się na jego kieszeni.
Był pod wielkim wpływem swoich bogatych przyjaciół. Zaczął namiętnie uprawiać hazard, myśląc, że jego fortuna jest tak samo pokaźna, jak jego otoczenia. Póki miał resztki spadku, nie stanowiło to większego problemu. Brummella, Lorda Alvanleya, Henry’ego Mildmaya i Henry’ego Pierrepointa postrzegano jako inicjatorów Watier's, nazywanego przez Byrona Klubem Dandysów [ang. the Dandy Club]. Zostali gospodarzami balu maskowego w lipcu 1813 roku, podczas którego książę-regent pozdrowił Alvanleya i Pierrepointa, natomiast zlekceważył towarzystwo Brummella i Mildmaya, zatrzymując wzrok na nich, lecz nie podejmując żadnej rozmowy. To sprowokowało Brummella do wypowiedzenia słynnej uwagi: Alvanley, kim jest ten twój gruby przyjaciel?. To podsumowało długo narastający rozdźwięk między nimi, rozpoczęty (według Cambella) w 1811 roku, kiedy książę został regentem i zaczął powoli wycofywać się z towarzystwa swoich liberalnych przyjaciół. W wielu przypadkach niełaska byłaby wielką porażką towarzyską, niemniej jednak Brummell znalazł aprobatę i przyjaźń wśród innych arystokratów. Stał się faworytem bez patrona, wytyczającym trendy w modzie, podejmowanym przez różne elementy brytyjskiej socjety.

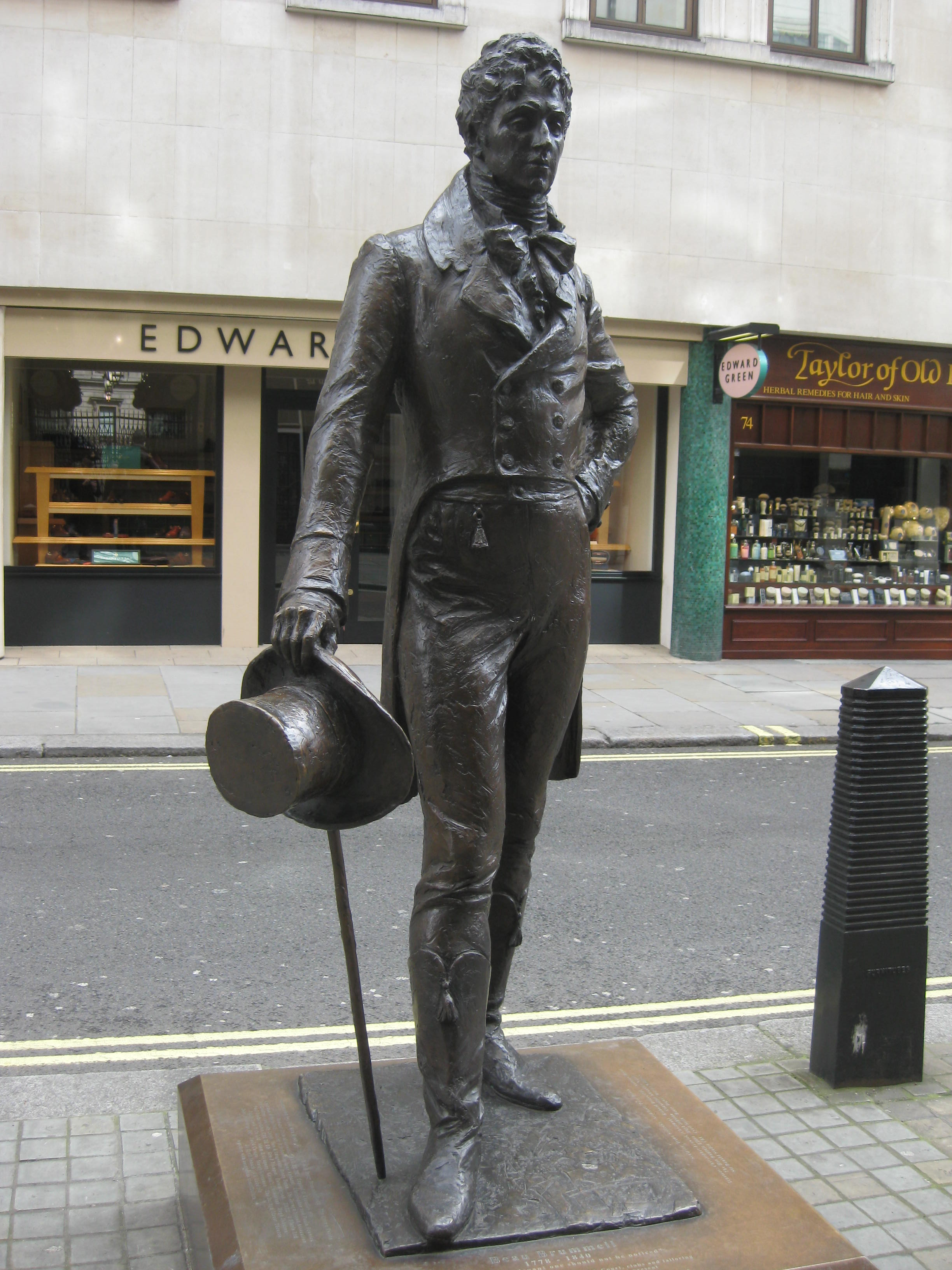
Rzeźba Brummella na Jermyn Street.

Jego spirala długów nieprzerwanie nakręcała się. W 1816 roku zbiegł przed żądającymi spłaty należności przekraczających tysiące funtów wierzycielami przez Calais do Francji. Brummell miał w zwyczaju traktować długi wynikające z hazardu jako długi honorowe – to je spłacał w pierwszej kolejności. Zdarzył się jednak wyjątek. Postawił ostatni zakład zapisany na jego nazwisko w księdze zakładów White’a. Zakład datowany jest na marzec 1815 roku, dług został później oznaczony jako niespłacony, 20 stycznia 1816 roku.
We Francji żył wspomnieniami swojego przeszłego życia. Dzięki naciskom Lorda Alvanleya i markiza Worcester uzyskał posadę konsula w Caen, co zapewniło mu roczną rentę. Urząd piastował do 1837 roku, tj. do kresu panowania króla Wilhelma IV. Nie mogąc już dłużej żyć jak książę, zrezygnował ze swoich dotychczasowych przyzwyczajeń. W 1838 roku z rozpoznaniem syfilisu i demencji trafił do szpitala Bon Sauveur w Caen, gdzie umarł po dwóch latach bez grosza przy duszy, z objawami szaleństwa wywołanego kiłą i dwoma udarami. Pochowano go na cmentarzu protestanckim, obecnie znajdującym się na terenie Campus 1 de Caen.
W 2002 roku postawiono na Jermyn Street w Londynie rzeźbę Brummella autorstwa Ireny Sedleckiej.

## Kultura popularna

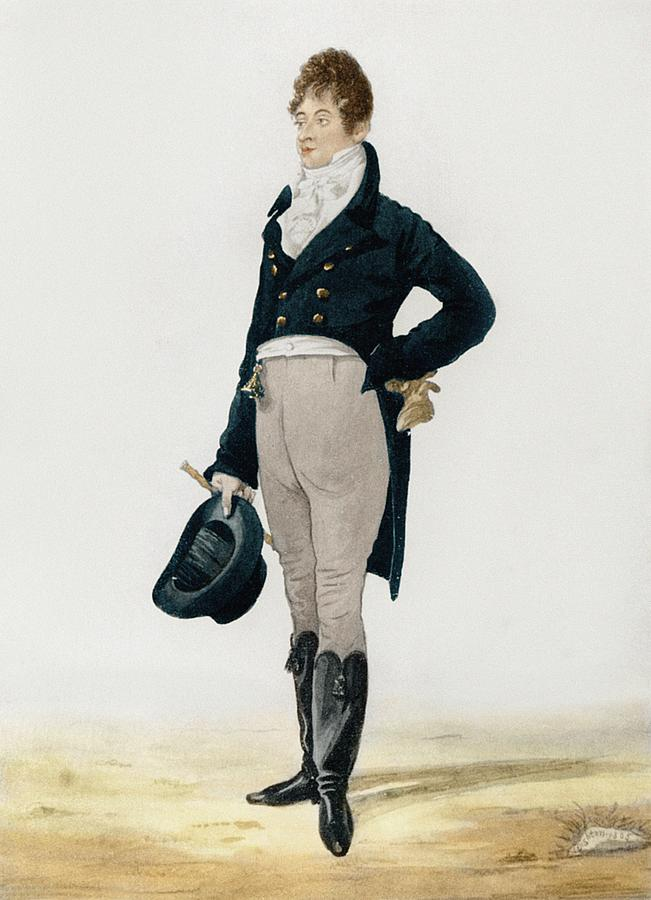
1805 r. – portret Brummella autorstwa Richarda Dightona.

Brummell pojawia się jako bohater noweli historycznej Rodney Stone Arthura Conana Doyle’a z 1896 r. W utworze wujek tytułowego bohatera, Charles Tregellis, znajduje się w centrum świata mody Londynu do czasu, aż Brummell zajmuje jego miejsce. Śmierć Tregellisa, będąca konsekwencją wielkiego upokorzenia, posłużyła jako deus ex machina w rozwiązaniu problemów z biedą rodziny Rodneya Stone’a, ponieważ bogaty wujek wspaniałomyślnie zapisał wielki spadek swojej siostrze.
Życie Brummella stało się inspiracją dla:
- sztuki dramaturga Clyde Fitcha w 1890 roku
- filmu z 1924 roku z Johnym Barrymorem i Mary Astor
- operetki Reynaldo Hahna z 1931 roku, transmitowanej przez Radio-Lille (1963)
- produkcji teatralnej Lux Radio Theater z 1937 roku z Robertem Montgomerym jako Brummell i Gene Lockhartem jako księciem-regentem (podczas wstępu Cecil B. DeMille wezwał do modlitwy o odnalezienie Amelii Earhart)
- remake'u filmu Beau Brummell z 1954 roku z Elizabeth Taylor i Stewartem Grangerem, grającym rolę tytułową[12]. Postać Lady Patricii Belham została wymyślona na potrzeby filmu po to, by jednoznacznie przedstawić Brummella jako heteroseksualistę, zgodnie z wytycznymi Production Code Administration.
- teatru telewizji Beau Brummell: This Charming Man z 2006 roku, realizowanego przez BBC, z James Purefoy’em jako Brummellem; pierwsza transmisja miała miejsce w BBC Four w lipcu 2006 roku[13].

Jim Backus zagrał Hartleya Bensona, znanego jako Beau Brummell miasta, w sitcomie radiowym The Mel Blanc Show stacji Mel Blanc w latach 1947-48. Postać Bensona przedstawiono jako narcyza, który nie mógł zdobyć uczucia żadnej pożądanej kobiety, w rezultacie postanawia wziąć ślub sam ze sobą.
Brummell jest głównym bohaterem w noweli Water Music T. Coraghessan Boyle’a z 1982 roku.
Zakład zegarmistrzowski LeCoultre wykonywał zegarki Brummell w latach czterdziestych i pięćdziesiątych XX wieku. Jest to prosty zegarek, bez cyfr na tarczy.
Nazwisko Brummella zostało zaadaptowane do nazwy zespołu The Beau Brummels działającego w okresie tzw. Brytyjskiej inwazji.
Nazwisko Brummella zostało także użyte w nazwie angielskiego zespołu Beau Brummell Esquire and His Noble Men, który wydał singiel I Know, Know, Know w 1965 roku. Piosenka A side została napisana przez Beau Brummell Esquire, a utwór B side został przypisany trio Tepper-Bennett-Schroeder, profesjonalnym kompozytorom piosenek, którzy wcześniej przygotowali ten kawałek dla Cliffa Richarda.
Beau Brummell to nazwisko zaadaptowane przez południowoafrykańskiego piosenkarza, aktora i tłumacza. Beau Brummell miał kilka popowych przebojów, popularnych w Republice Południowej Afryki w latach sześćdziesiątych XX wieku, zagrał także w kilku filmach.
Brummell jest detektywem w serii książek autorstwa Rosemary Stevens, m.in. Death on a Silver Tray (2000), The Tainted Snuff Box (2001), The Bloodied Cravat (2002) i Murder in the Pleasure Gardens (2003).
Sklep The Beau Brummell Store w SoHo w Nowym Jorku oferuje kolekcję tradycyjnej odzieży męskiej, m.in. sztandarowy garnitur Beau Brummel, który Regis Philbin założył w programach Live with Regis and Kelly i Who Wants to be a Millionaire?.
Billy Joel odwołuje się do postaci Brummella w swoim hicie It’s Still Rock and Roll to Me z 1980 roku.
Postać Brummella pojawia się w musicalu Gypsy z 1959 roku i dalej filmie o tym samym tytule z 1962 roku. Tekst piosenki All I Need Is the Girl zawiera fragment: Said this bum’ll, be a Beau Brummell, now I’m smooth and snappy… w odniesieniu do sposobu ubierania się Brummella.
W broadwayowskim musicalu Annie z 1972 roku i filmie o tym samym tytule z 1982 roku umieszczono piosenkę You’re Never Fully Dressed Without a Smile, fragment Your clothes may be Beau Brummelly - They stand out a mile... odwołuje się do eklektyzmu w ubiorze Brummella.
W wierszu Bustopher Jones T.S. Eliota z „Old Possum's Book of Practical Cats”, później użytym w musicalu Cats, Bustopher Jones jest niczym Brummell wśród kotów (ang. the Brummell of cats), jest to odniesienie do jego dandyskiego usposobienia i zmanierowania.
Swingujące lata sześćdziesiąte w Anglii zdefiniowano jako pawią rewolucję (ang. the Peacock Revolution) – Biba, Twiggy, Mary Quant i mini. Brytyjska Federacja Producentów Odzieży (ang. the British Federation of Clothing Manufacturers) głosując na Najlepiej Ubranego Mężczyznę, nagrodziła wygranego George'a Bryana Brummell Award za elegancję w ubiorze.
W siódmym odcinku serialu Doktor Who pt. The Sensorites Doktor twierdzi, że poznał Brummella. Miał zawsze powtarzać Brummellowi, że wygląda świetnie w płaszczu.
W kultowym filmie The Terror of Tiny Town z 1938 roku, westernie z pełną obsadą karłów, fryzjer golibroda grany przez Karla Slovera, mówi jednemu z głównych bohaterów (Prestonowi, granemu przez Williama Platta), że da mu wygląd Beau Brummella.
Termin Beau Brummell został użyty w horrorze SF Them Jamesa Arnessa z 1954 roku, kiedy to jeden z bohaterów przepytuje dwóch pijaczków w Kalifornii.
Szydercze porównanie męża bohaterki do Beau Brummella pojawia się w opowiadaniu Roalda Dahla Mrs Bixby and The Colonel’s Coat z 1957 roku.